# Alsóvadász
Alsóvadász (vyslovováno [alšóvadás]) je velká vesnice v Maďarsku v župě Borsod-Abaúj-Zemplén, spadající pod okres Szikszó. Nachází se asi 2 km severozápadně od Szikszó. V roce 2015 zde žilo 1 511 obyvatel. Dle údajů z roku 2001 zde byli 65 % Maďaři a 35 % Romové.
Sousední vesnicí je Homrogd, sousedním městem Szikszó.